# Maria Josepha Rossello
Maria Josepha Rossello (* 27. Mai 1811 in Albisola; † 7. Dezember 1880 in Savona) war eine italienische Ordensgründerin. In der römisch-katholischen Kirche wird sie als Heilige verehrt.

## Leben
Schon mit 17 Jahren wurde sie Terziarin des Franziskanerordens. Auf den Wunsch des ortsansässigen Bischofs gründete sie zusammen mit einigen jungen Frauen zwei Schulen in Savona. 1840 entstand daraus das Institut „Töchter Unserer Lieben Frau von der Barmherzigkeit“. Rossello, die sich insbesondere um den Loskauf von afrikanischen Sklavenkindern bemühte, leitete die Ordensgemeinschaft vier Jahrzehnte lang als Generaloberin.
Papst Pius XI. sprach sie am 6. November 1938 selig- und Pius XII. am  12. Juni 1949 heilig. Ihr Gedenktag in der Liturgie ist der 7. Dezember. In der Marienkirche in Offenbach am Main wurde im Jahr 2000 eine Krypta errichtet, die ihren Namen trägt. Ihre Reliquien sind im Voraltar der Marienkirche beigesetzt.